# Pia Giancaro
Pia Giancaro, pseudonimo di Maria Pia Giamporcaro (Palermo, 12 marzo 1951), è un'attrice ed ex modella italiana che è stata attiva essenzialmente negli anni settanta in film della commedia erotica all'italiana.

## Biografia
Maria Pia Giamporcaro è nata a Palermo da padre siciliano, di professione ferroviere, e madre jugoslava. Nel 1968 ha partecipato a Miss Italia in qualità di Miss Sicilia e ha rappresentato l'Italia al concorso di bellezza di Miss Mondo, venendo esclusa al primo turno. Spostatasi a Roma, ha lavorato in televisione come valletta di Corrado in A che gioco giochiamo? nel 1969 e ha studiato al Centro sperimentale di cinematografia.
È stata interprete anche di fotoromanzi e, in diversi casi, di b-movie di vario genere, dagli spaghetti western al filone poliziottesco e horror. Nel 2010 torna al cinema al fianco di F. Murray Abraham nel lungometraggio The Unseen World con la regia di Liana Marabini.

## Vita privata
Solitamente era accreditata come Maria Pia Giancaro e — dopo il matrimonio con l'aristocratico romano Lillio Sforza Marescotti Ruspoli — come Maria Pia Ruspoli. Ha una figlia, Giacinta, nata nel 1989.

## Filmografia

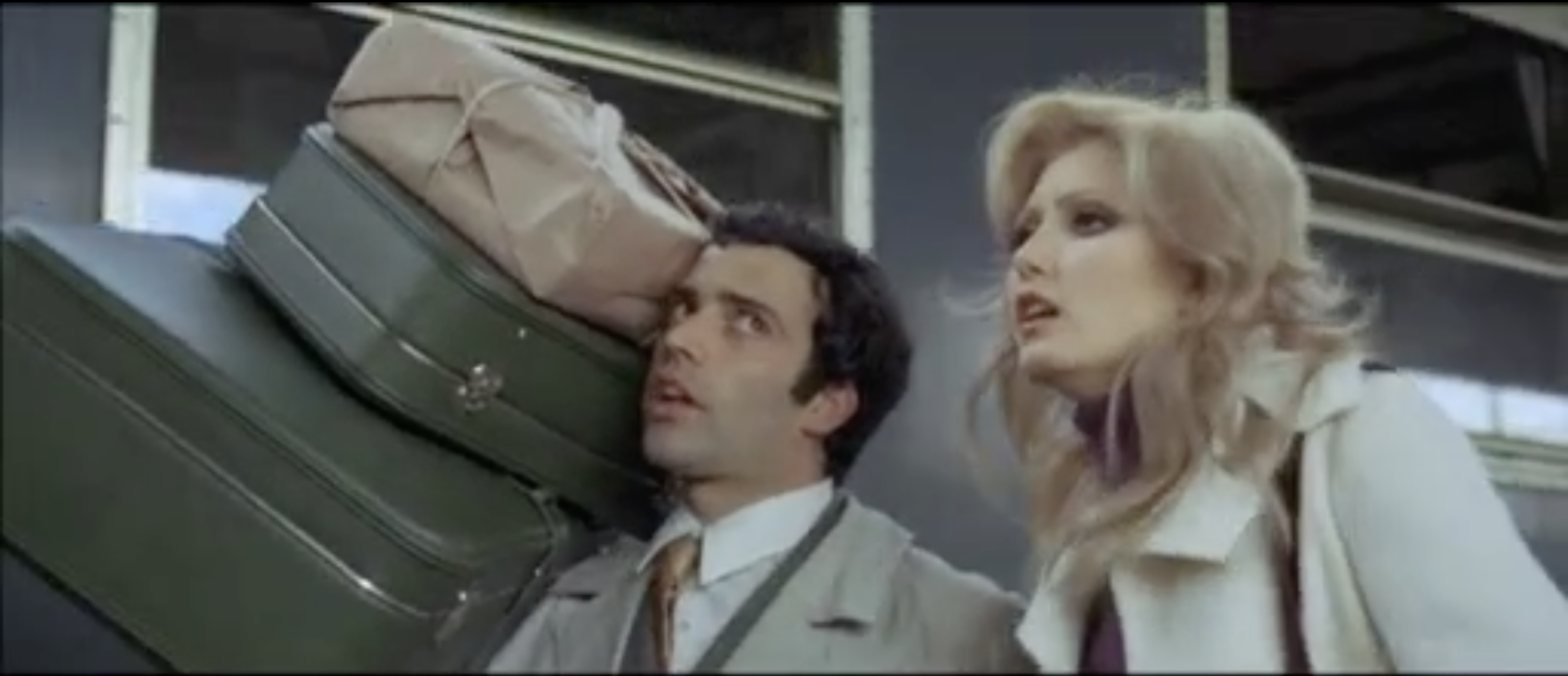
Enrico Montesano e Pia Giancaro in Il furto è l'anima del commercio!?... (1971)

- Tempo d'immagini, regia di Adimaro Sala (1970)[3][8][4]
- Se t'incontro t'ammazzo, regia di Gianni Crea (1970)
- Principe coronato cercasi per ricca ereditiera, regia di Giovanni Grimaldi (1970)
- K2 + 1 – serie TV (1971)[3]
- Homo Eroticus, regia di Marco Vicario (1971)
- Roma bene, regia di Carlo Lizzani (1971)
- È tornato Sabata... hai chiuso un'altra volta!, regia di Gianfranco Parolini (1971)
- Quando gli uomini armarono la clava e... con le donne fecero din-don, regia di Bruno Corbucci (1971)
- Il furto è l'anima del commercio!?..., regia di Bruno Corbucci (1971)
- Boccaccio, regia di Bruno Corbucci  (1972)
- La dama rossa uccide sette volte, regia di Emilio P. Miraglia (1972)
- Le mille e una notte all'italiana, regia di Carlo Infascelli e Antonio Racioppi (1972)
- Mamma... li turchi!, regia di Mauro Stefani (1973)
- Quando i califfi avevano le corna, regia di Amasi Damiani (1973)
- La mano spietata della legge, regia di Mario Gariazzo (1973)
- Il romanzo di un giovane povero, regia di Cesare Canevari (1974)
- Malocchio, regia di Mario Siciliano (1975)
- Geometra Prinetti selvaggiamente Osvaldo, regia di Ferdinando Baldi (1976)
- L'amantide, regia di Amasi Damiani (1977)
- Tosca e altre due, regia di Giorgio Ferrara (2003)
- The Unseen World, regia di Liana Marabini (2010)

## Doppiatrici
- Micaela Esdra in Quando gli uomini armarono la clava e... con le donne fecero din-don
- Ada Maria Serra Zanetti in Quando i califfi avevano le corna
- Ludovica Modugno in La dama rossa uccide sette volte
- Flaminia Jandolo in La mano spietata della legge